# Skovorodino
Skovorodino (Russisch: Сковородино) is een stad in de Russische oblast Amoer en het bestuurlijke centrum van het gelijknamige gemeentelijke district Skovorodinski. De stad ligt aan de bovenloop van de rivier de Bolsjoj Never (zijrivier van de Amoer) op 669 kilometer ten noordwesten van Blagovesjtsjensk en heeft een spoorstation aan de Trans-Siberische spoorlijn op 7.306 kilometer van het begin. Skovorodino heeft ongeveer 10.000 inwoners.

## Geschiedenis
De plaats ontstond in 1908 als het dorp Zmeiny (Змеиный) bij de aanleg van de Trans-Siberische spoorlijn en werd het jaar erop hernoemd tot Never-I (Невер-I) en in 1911 naar Roechlovo (Рухлово). De plaats nam snel in inwonertal toe en in 1927 kreeg ze de status van stad. Tussen 1934 en 1937 vormde Roechlovo het bestuurlijke centrum van het kortstondig bestaande oblast Zeja.
In 1938 werd de stad hernoemd tot Skovorodino, naar de eerste voorzitter van de lokale dorpsraad A.N. Skovorodin, die in 1920 werd geëxecuteerd door Japanse interventietroepen tijdens de Russische Burgeroorlog.

## Klimaat
Skovorodino kent een subarctisch klimaat, volgens de klimaatclassificatie van Köppen Dwc, met zeer koude winters. De jaarlijkse gemiddelde temperatuur is -4,5 °C en de koudste maand is januari met een gemiddelde van -28,3 °C. Juli is de warmste maand met een gemiddelde temperatuur van 18,1 °C. Er valt ruim 400 millimeter neerslag per jaar, waarbij de zomer veruit de natste periode is.

## Economie, wetenschap en cultuur
In de stad bevindt zich een onderhoudsbedrijf voor de BAM en enige voedingsmiddelenindustrie (brood en vlees). In de stad bevindt zich een hydrologisch meetstation en een laboratorium van het permafroststation van Tynda (Skovorodino ligt op de permafrost). Ook bevindt zich er een streekmuseum.
Sinds 2004 werd gebouwd aan de Oostelijke oliepijpleiding vanaf Tajsjet langs de noordzijde van het Baikalmeer naar Skovorodino. De pijplijn werd in 2009 in gebruik genomen. In Skovorodino splitst de pijplijn. Ongeveer 60% van de olie gaat dan naar Kozmino aan de Grote Oceaan. In deze havenplaats wordt de olie overgeslagen in tankers voor het verdere transport naar de buitenlandse klanten. De overige 40% gaat per pijplijn naar de Chinese stad Daqing. Aan de pijplijnen wordt nog verder gewerkt om de capaciteit te verhogen tot 80 miljoen ton per jaar. Dit werk moet omstreeks 2020 zijn afgerond.

## Demografie
| 1959   | 1970   | 1979   | 1989   | 2000   | 2005   | 2010  | 2015  |
| ------ | ------ | ------ | ------ | ------ | ------ | ----- | ----- |
| 15.100 | 11.400 | 13.000 | 13.800 | 13.600 | 10.100 | 9.564 | 9.254 |

Bestuurlijk centrum: Blagovesjtsjensk

Belogorsk · Rajtsjichinsk · Sjimanovsk · Skovorodino · Svobodny · Tynda · Zavitinsk · Zeja